# Henckovce
Henckovce (allemand : Hinzendorf bei Rosenau, est un village de Slovaquie situé dans la région de Košice.

## Histoire
Première mention écrite du village en 1470.

## Démographie

### Évolution de la population
| Année:               | 1994. | 2004.    | 2014.   | 2024.    |
| -------------------- | ----- | -------- | ------- | -------- |
| Nombre de personnes: | 392   | 433      | 439     | 387      |
| Différence:          |       | +10,45 % | +1,38 % | -11,84 % |

| Année:               | 2023. | 2024.   |
| -------------------- | ----- | ------- |
| Nombre de personnes: | 399   | 387     |
| Différence:          |       | -3,00 % |